# Bombardeo de Ochandiano
Se conoce como bombardeo de Ochandiano al ataque aéreo realizado por dos aviones de las tropas sublevadas contra el gobierno de la II República Española el 22 de julio de 1936 sobre la localidad vizcaína de Ochandiano en el País Vasco, en el inicio de la Guerra Civil Española.
El 22 de julio, dos aviones Breguet XIX procedentes de la base militar de Recajo, en La Rioja, marcados con banderas de la república, bombardean la plaza de Andikona a las 9:30 de la mañana, en plena celebración de las fiestas de Santa Marina (Santa Maña en el euskera local), causando 61 muertos y numerosos heridos entre la población civil. Los aviones estaban pilotados por Ángel Salas Larrazábal, de Orduña, y José Muñoz Jiménez. Ambos fueron felicitados por el general Mola, que calificó el hecho de “brava acción”. Salas llegó al grado de capitán general en el ejército español. 
Según Paul Preston —que no referencia fuente alguna— el bombardeo causó la muerte a 84 personas, de ellas 45 niños, además de mutilar a otras 113. Los militares rebeldes justificaron la matanza diciendo que «la aviación ha infligido un duro golpe a grupos de rebeldes [entiéndase leales a la República] que se hallaban concentrados a retaguardia de la villa de Ochandiano». Para algunos autores está considerado como el primer bombardeo de la guerra civil, aunque otros señalan como tal al bombardeo de Tetuán, realizado por la aviación de la república española el 18 de julio de 1936 contra objetivos estrictamente militares, al comienzo de la Guerra Civil Española.